# Adolf Henryk Polko
Adolf Heinrich Polko (ur. 1 grudnia 1815 w Kietrzu, zm. 26 kwietnia 1898 w Raciborzu) – niemiecki przedsiębiorca związany z Raciborzem.

## Życiorys
W 1836 założył w Raciborzu fabrykę chemiczną i gorzelnię pod nazwą „Sprit und Likörfabrik A.H. Polko” produkującą spirytus, acetylen, wino oraz likiery. Założyciel banku „Oberschlesicher Kreditverein” (pol. Górnośląskie Towarzystwo Kredytowe), którym kierował do momentu fuzji z Deutsche Bank. W latach 1881−1890 z jego inicjatywy założono park miejski, w którym ufundował pomnik kanclerza Bismarcka. Fundator pierwszej w Raciborzu fontanny na dzisiejszym placu Wolności.